# Musa Dağı
Der Musa Dağı, auch Musa Dagh (armenisch Musa Ler, „Mosesberg“), ist ein 1355 Meter hoher Berg im Nurgebirge im Süden der Türkei. Er liegt südwestlich von İskenderun, rund 25 Kilometer westlich von Antakya an der nordöstlichen Mittelmeerküste im historischen kilikischen Kleinarmenien. Er wurde mitsamt seiner Historie um den Genozid an den Armeniern durch Franz Werfels Roman Die vierzig Tage des Musa Dagh bekannt.

## Geschichtliches
Der Musa Dağı war Zufluchtsort einer widerständigen Gruppe von mehr als 4000 während des Völkermords an den Armeniern im Jahr 1915 durch die Regierung des damaligen Osmanischen Reiches aus ihren Dörfern geflohenen Armeniern unter der Führung des ehemaligen Offiziers Moses Der Kalousdian. Im Bericht über die Lage des armenischen Volkes in der Türkei von Johannes Lepsius aus dem Jahre 1916 wird das Ereignis erwähnt: 

„Aus Dörfern bei Suidije am Ausfluß des Orontes konnte sich ein Haufen von 4058, darunter 3004 Frauen und Kinder, auf den Dschebel-Musah flüchten. Er wurde an der Küste von einem französischen Kreuzer aufgenommen und nach Alexandrien geborgen.“

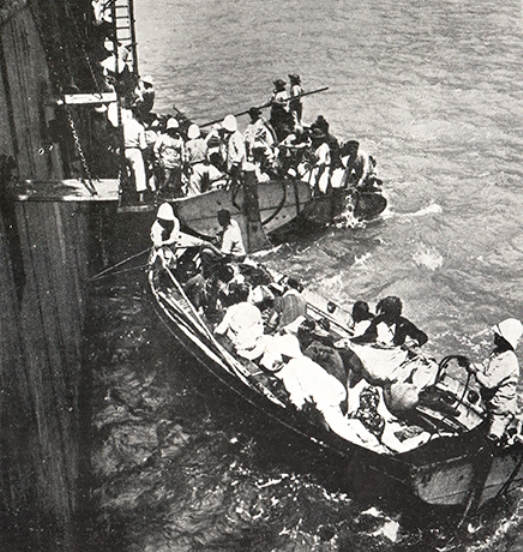
Armenische Flüchtlinge werden von französischen Kriegsschiffen an Bord genommen

Tatsächlich waren fünf französische Kriegsschiffe am 12./13. September 1915 an der Rettung der insgesamt 4092 überlebenden Armenier vom Musa Dağı und deren Evakuierung nach Port Said beteiligt. Die Aktion fand unter dem Befehl von Konteradmiral Gabriel Darrieus statt., Befehlshaber der 2. Division des 3. Mittelmeer-Geschwaders. Beteiligt waren der Panzerkreuzer Amiral Charner (347 gerettete Armenier), der Panzerkreuzer Desaix (303), der Geschützte Kreuzer D’Estrées (459), das Flugzeugmutterschiff Foudre (1042) und der Geschützte Kreuzer Guichen (1941)
Von den armenischen Gedenkstätten auf dem Mosesberg ist so gut wie nichts übrig geblieben: Der Friedhof der Widerstandskämpfer ist zerstört, und das Denkmal auf der Spitze des Berges, Versammlungsort für Gedenkfeiern, wurde gesprengt.

## Literarische und filmische Behandlung
Bekannt geworden ist der Berg als Musa Dagh durch seine Schilderung im Roman Die vierzig Tage des Musa Dagh von Franz Werfel, in dem Werfel den Völkermord an den Armeniern in literarischer Form beschreibt. Auch im Film „The Promise – Die Erinnerung bleibt“ von Terry George befasst sich der letzte Akt mit der Evakuierung der Armenier vom Musa Dağı.